# Вургун (посёлок)
Вургун (азерб. Vurğun, до 1992 года — Калининкенд) — посёлок в Вургунском административно-территориальном округе Акстафинского района Азербайджана.

## Этимология
Первое название посёлка — Грюнфельд, дано немецкими колонистами, основавшими село; в переводе значит — зелёное поле. В 1942—1992 годах посёлок назывался Калининкенд в честь советского государственного деятеля М. И. Калинина.
Нынешнее название посёлка происходит от псевдонима азербайджанского поэта Самеда Юсиф оглы Векилова (1906—1956).

## История
Посёлок основан в 1906 году немцами-колонистами под названием Гринфельд (Грюнфельд).
В 1926 году согласно административно-территориальному делению Азербайджанской ССР посёлок относился к дайре Акстафа Казахского уезда.
С 24 января 1939 года село Калининкенд входило в состав Акстафинского района, который 4 декабря 1959 года был ликвидирован, а населённый пункт передан в состав Казахского района. Все немецкое население выслано из поселка в 1941 году на основании секретного постановления за № 744сс «О переселении немцев из Грузинской, Азербайджанской и Армянской ССР» от 8 октября 1941 года. 26 июня 1942 года селу Грюнфельд присвоено имя Калининкенд.
Согласно административному делению 1961 и 1977 года село (позже посёлок) Калининкенд входило в Калининкендский сельсовет Казахского района Азербайджанской ССР.
24 апреля 1990 года посёлок передан в состав новообразованного Акстафинского района. 29 декабря 1992 года поселку было дано новое имя — Вургун.
В 1999 году в Азербайджане была проведена административная реформа и внутри Вургунского административно-территориального округа был учрежден Вургунский муниципалитет Акстафинского района.

## География
Посёлок Вургун находится на берегу канала Калининкендарх.
Посёлок находится в 5 км от райцентра Акстафа и в 441 км от Баку. Ближайшая железнодорожная станция — Акстафа.
Посёлок находится на высоте 362 метров над уровнем моря.

## Население
| Численность населения | Численность населения | Численность населения | Численность населения | Численность населения |
| 1970                  | 1979                  | 1989                  | 1999                  | 2009                  |
| --------------------- | --------------------- | --------------------- | --------------------- | --------------------- |
| 2096                  | ↘1985                 | ↗2251                 | ↗2586                 | ↗2772                 |

Население преимущественно занимается виноградарством.

## Климат
| Показатель                                           | Янв. | Фев. | Март | Апр. | Май  | Июнь | Июль | Авг. | Сен. | Окт. | Нояб. | Дек. | Год  |
| ---------------------------------------------------- | ---- | ---- | ---- | ---- | ---- | ---- | ---- | ---- | ---- | ---- | ----- | ---- | ---- |
| Средний суточный максимум, °C                        | 6,2  | 7,4  | 12,5 | 19,6 | 24,5 | 28,6 | 32,0 | 31,1 | 26,8 | 20,2 | 13,4  | 8,2  | 18,7 |
| Средняя температура, °C                              | 2,0  | 3,1  | 7,4  | 13,7 | 18,5 | 22,5 | 25,8 | 24,9 | 20,9 | 14,7 | 8,9   | 4,1  | 13,9 |
| Средний суточный минимум, °C                         | −2,1 | −1,2 | 2,4  | 7,8  | 12,5 | 16,4 | 19,6 | 19,0 | 15,1 | 9,3  | 4,4   | 1,0  | 9,1  |
| Норма осадков, мм                                    | 18   | 27   | 31   | 41   | 65   | 59   | 33   | 31   | 27   | 36   | 26    | 16   | 410  |
| Источник: http://en.climate-data.org/location/488602 |      |      |      |      |      |      |      |      |      |      |       |      |      |

Среднегодовая температура воздуха в селе составляет +13,9 °C. В селе полупустынный климат.

## Инфраструктура
В советское время в поселке располагались виноградарский совхоз, средняя школа, библиотека, больница.
В посёлке расположены средняя школа, два детских ясли-сада, дом культуры, библиотека, врачебный пункт.